# Suddenly, Last Summer
Suddenly, Last Summer (en Argentina, Colombia y México, De repente en el verano; en España, De repente, el último verano; en Venezuela, De repente el verano) es una película dramática estadounidense de 1959. Dirigida por Joseph L. Mankiewicz su reparto incluye a Katharine Hepburn, Elizabeth Taylor y Montgomery Clift. Es la adaptación de la obra de teatro homónima de Tennessee Williams, que, junto a Gore Vidal, escribió también el guion de la película.
Obtuvo 10 nominaciones, incluyendo tres a los Premios Óscar, y 4 premios entre los que destacan los David de Donatello y Globo de Oro que ganó Taylor.

## Sinopsis
En Nueva Orleans, en 1937, la joven Catherine Holly (Elizabeth Taylor) es internada en un hospital psiquiátrico gracias a su tía, Violet Venable (Katharine Hepburn), una adinerada viuda que ha perdido a su hijo cuando este estaba en compañía de Catherine. El hospital en el que trabaja el doctor Cukrowicz (Montgomery Clift), neurocirujano cuya especialidad es la lobotomía, recibe una cuantiosa oferta de Venable para realizar esa operación en Catherine. Esta oferta es aplaudida tanto por el doctor Hockstader, que sabe que necesita dinero para mantener el hospital, como por la codiciosa madre de Catherine, Grace Holly.
El doctor Cukrowicz, que no cree necesaria la lobotomía, intenta ayudar a Catherine para que expulse sus miedos. Cukrowicz descubre que el primo de Catherine e hijo de Violet, Sebastian, murió devorado por unos jóvenes caníbales en presencia de la joven siendo esa la causa por la que ella tiene arranques de locura. Catherine, además, deja intuir las inclinaciones homosexuales de Sebastian. Violet Venable, que defiende que su hijo murió de un ataque al corazón e insiste en su intachable castidad, desea que se efectúe la lobotomía para ocultar la verdad.

## Ficha técnica
- Director: Joseph L. Mankiewicz
- Productor: Sam Spiegel
- Guion: Tennessee Williams y Gore Vidal, basado en la obra teatral de Tennessee Williams
- Fotografía: Jack Hildyard
- Montaje: William Hornbeck
- Dirección artística: William Kellner
- Música: Malcolm Arnold (dirigida por Buxton Orr)

## Ficha artística
- Katharine Hepburn: Violet Venable
- Elizabeth Taylor: Catherine Holly
- Montgomery Clift: Doctor Cukrowicz
- Albert Drekker: Doctor Lawrence Hockstader
- Mercedes McCambridge: Grace Holly
- Gary Raymond: George Holly

## Premios y candidaturas

### Premios Oscar
- Candidatura al premio a la mejor actriz (1960): Elizabeth Taylor y Katharine Hepburn.
- Candidatura al premio a la mejor dirección artística (1960): William Kellner.

### Globos de Oro
- Premio a la mejor actriz dramática (1960): Elizabeth Taylor.
- Candidatura al premio a la mejor actriz dramática (1960): Katharine Hepburn.

### Premios Laurel
- Premio a la mejor actriz (1960): Elizabeth Taylor.
- Candidatura al premio a la mejor actriz (1960): Katharine Hepburn.
- Candidatura al premio a la mejor música (1960): Malcolm Arnold y Buxton Orr.

## Recepción
La película obtiene valoraciones mayoritariamente positivas en los portales de información cinematográfica y entre la crítica profesional. En IMDb, computadas 15.949 votaciones de sus usuarios, alcanza una valoración de 7,5 sobre 10. Con 7517 votos en FilmAffinity tiene una puntuación de 7,6 sobre 10, estando incluida también en sus listados "Mejores películas y series con temática LGTBI+" (13.ª posición) y "Mejores películas de intriga" (74.ª posición).
La redacción de la revista Fotogramas le otorgó en 2008 4 estrellas de 5 destacando, además de la imposibilidad de verla durante años en España por su temática, "síntesis entre dos universos tan opuestos como pueden ser el de Tennessee Williams y el de Joseph L. Mankiewicz. El desgarro contundente del primero y la elegante sugerencia del segundo se entrelazan en una rara y fascinante simbiosis. El resultado tiene una fuerza que va mucho más allá de sus epatantes propuestas". Miguel Ángel Palomo en el diario El País destacó la adaptación de Mankiewicz reseñando que "crea una película absorbente y modélica, angustiosa y bellísima. Un filme duro, casi brutal, de inesperado desenlace. Una absoluta obra maestra". Daniel Andreas para FilmAffinity la considera "una muestra excelente de cómo entendía Hollywood el cine hace medio siglo: inteligencia, ironía y elegancia a raudales, más sexo soterrado y violencia insinuada. Y como guinda, un final tan surrealista como potente. Magnífica".